# أكرم فاضل
أكرم فاضل حامد (1336 هـ/ 1918 م - 1408 هـ/ 1987 م) هو شاعر وأديب، ومترجم عراقي، من مواليد مدينة الموصل، نشأ وتعلم بها، حاصل على شهادة البكالوريوس في القانون من كلية الحقوق في بغداد عام 1951، ثم سافر إلى فرنسا وأكمل دراسة الدكتوراه فيها عام 1955، وفي ذلك الوقت كانت الثورة الجزائرية على أشدها فانغمس فيها، ترجم عدة كتب وعدد من المقالات انتصارًا للثورة، عاد إلى العراق وعُيّن في وزارة العدل وبعد فترة وجيزة نقل خدماته إلى وزارة الإرشاد (وزارة الثقافة حالياً)، ليشغل منصب مدير عام للفنون الثقافية والشعبية، وشغل رئيس تحرير مجلة «بغداد» التي تصدر باللغة الفرنسية والإنجليزية، اشتهر بنقده الاجتماعي الساخر شعراً ونثراً.
أحيل إلى التقاعد عام 1982 عندما كان يشغل منصب مدير دار التراث الشعبي ليتفرغ للكتابة في جريدة العراق وجريدة الثورة.

## مؤلفاته
له ترجمات كثيرة منها:
1. الكوميديا البشرية
2. الآباء والبنون
3. الحياة في العراق منذ قرن (1814-1914)
4. لهجة بغداد العربية
5. المعجم المفصل بأسماء الملابس عند العرب.[5]

وله مؤلفات منها:
1. آراء أحرر العالم في قضية فلسطين
2. مأساة الشعب الجزائري 1960
3. منعم فرات - فنان فطري
4. في المقاهي والملاهي مجموعة شعرية